# Міхал Камінський (політик)
Міхал Камінський (пол. Michał Kamiński; 28 березня 1972, Варшава) — польський політик і член Сейму Польщі III, IV і VIII скликання, член Європарламенту V, VI і VII скликання, прес-секретар президента Леха Качинського (2007—2009), сенатор X скликання та віцемаршалек Сенату Польщі.

## Біографія
Вивчав міжнародні відносини у Варшавському університеті. У 2008 році закінчив ступінь бакалавра, а в 2014 році ступінь магістра в Коледжі міжнародних відносин та американістики у Варшаві.
Брав активну участь у Національному відродженні Польщі, потім став членом-засновником Християнського національного союзу та помічником лідера партії Веслава Хшановського. Публікував статті в періодичному виданні «Національна молодь». Був журналістом радіо та преси та директором радіостанцій у Бидгощі та Ломжі. Під час президентських виборів у 1995 році він став прес-секретарем виборчої комісії Ганни Гронкевич-Вальц.
У 1997 році був обраний до парламенту третього скликання. У 2002 році він став членом партії «Право і справедливість». У 2001 році він вдруге отримав депутатський мандат зі списку PiS. У сеймі він був членом Комітету з питань сільського господарства та розвитку сільських районів та Комітету закордонних справ.
З 2004 по 2007 рік був членом Європейського парламенту. З 23 липня 2007 року по 16 квітня 2009 року був державним секретарем у канцелярії Президента Республіки Польща, відповідальним за політику в галузі ЗМІ. У 2009 році був вдруге обраний депутатом Європарламенту.
У листопаді 2010 року покинув PiS.
У лютому 2013 року в тому числі разом із Казимежем Марцінкевичем та Романом Гертихом заснував аналітичний центр «Instytut Myśli Państwowej».
На виборах 2014 року в Європарламент був кандидатом від Громадянської платформи, але не був переобраний. 3 лютого 2015 року став державним секретарем у канцелярії прем'єр-міністра, взявши на себе керівництво Урядовим інформаційним центром.
На парламентських виборах 2015 року успішно балотувався у Сейм від списку Громадянської платформи. Наприкінці травня 2016 року був тимчасово відсторонений з посади члена парламентського клубу партії. У липні 2016 року був виключений із клубу та партії. У вересні 2016 року разом з іншими колишніми депутатами від Громадянської платформи став співзасновником організації «Європейські демократи», а в листопаді того ж року — партії «Союз європейських демократів» (перетворений з Демократичної партії), став член правління.
На виборах 2019 року був обраний до Сенату десятого скликання від Польської селянської партії. 12 листопада 2019 року став віцемаршалком Сенату. У 2023 році, як кандидат від коаліції "Третій шлях", успішно балотувався на переобрання до Сенату, отримавши 198 074 голоси. 13 листопада того ж року був обраний віце-спікером Сенату 11-го скликання.

## Нагороди
- орден «За заслуги» III ступеня (Україна, 2008)[20];
- Великий хрест ордена Заслуг (Португалія, 2008)[21];
- Національний орден Заслуг (Мальта, 2009)[22];
- командорський хрест Ордена Заслуг Угорщини (2009)[23];
- командор ордена «За заслуги перед Литвою» (2009)[24];
- Президентський орден Досконалості (Грузія, 2010)[25];
- Премія Європейського єврейського парламенту (2014)[26].